# Céron
Céron település Franciaországban, Saône-et-Loire megyében. Lakosainak száma 264 fő (2022. január 1.). Céron Le Bouchaud, Urbise, Artaix, Bourg-le-Comte, Chambilly és Chenay-le-Châtel községekkel határos.

## Népesség
A település népességének változása:
| Lakosok száma | 281  | 270  | 277  | 260  | 261  | 263  | 264  | 263  | 264  |
|               | 2013 | 2015 | 2016 | 2017 | 2018 | 2019 | 2020 | 2021 | 2022 |